# Buizenkolom
De Buizenkolom is een artistiek kunstwerk in Amsterdam-Zuid.
Dit vermoedelijke titelloze werk van André Volten werd in 1968 geplaatst bij de Merkelbach School, die toen twee jaar open was. De school aan de Arent Janszoon Ernststraat moest een overschot van leerlingen plaatsen in verband met de bevolkingstoename in Buitenveldert.
Het beeld bestaat uit een stapeling van drie ongelijke kubussen. Die kubussen zijn gevuld met buizen die elkaar in lengte, in breedte en hoogte kruisen. De drie kubussen zijn uitgevoerd in wit (witachtig), oranje en zwart.
Het beeld hield het langer vol dan de school. Deze ging in 2002 tegen de vlakte om plaats te maken voor een multifunctioneel centrum. Het beeld werd daarop verplaatst naar het Gijsbrecht van Aemstelpark.
Een variant van de Buizenkolom staat aan de Noorderakerweg 2 te Amsterdam, ook bij een school.

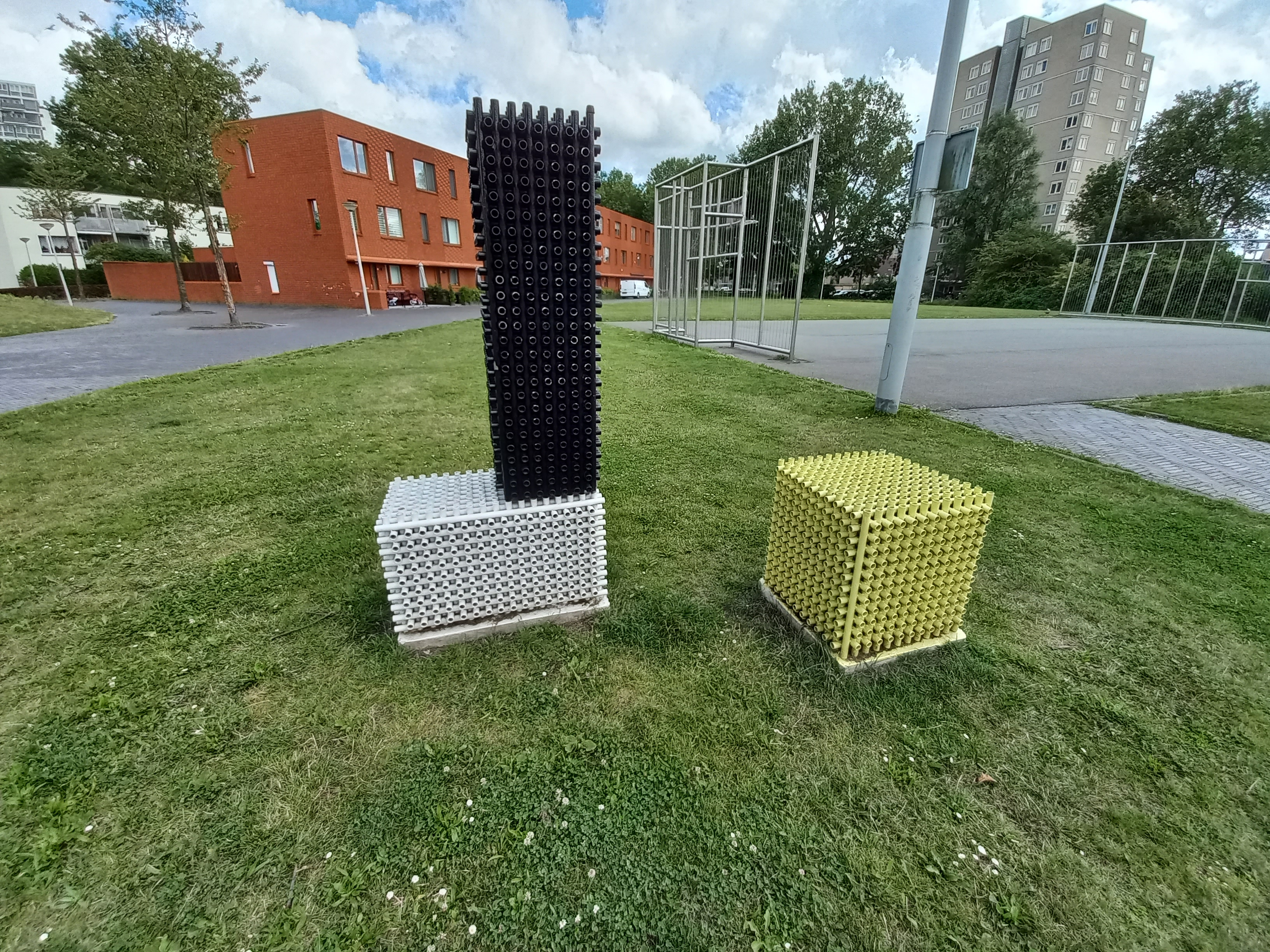
Buizenkolom aan de Noorderakerweg (2023)

.